# Franz Gelb
Franz Gelb (* 7. September 1890 in Mannheim; † 2. Januar 1948 ebenda) war ein deutscher Bildhauer. Er schuf überwiegend figürliche Plastiken.

## Leben
Über das Leben Franz Gelbs ist sehr wenig bekannt. Seine Ausbildung genoss er 1906 an der Schnitzerschule in Furtwangen, danach bildete er sich selbständig zum Steinbildhauer weiter. Bis 1914 war er Mitarbeiter des Mannheimer Bildhauers Wilhelm Ballmann und bis Dezember 1916 bei Hermann Taglang. Er schuf zahlreiche Skulpturen im öffentlichen Raum in Mannheim. Darunter befindet sich ein Brunnen in der Wohnanlage Erlenhof, Bauschmuck am Richard-Böttger-Pflegeheim sowie Mutter mit Kind an der Albrecht-Dürer-Schule Mannheim. 1920 hatte er mit Kurt Lauber eine Ausstellung in der Städtischen Kunsthalle Mannheim.
1937 wurden in der Nazi-Aktion „Entartete Kunst“ aus der Kunsthalle seine Plastiken Männliche Statuette und Verzweiflung (Kunststein, Höhe 47 cm) sowie neun seiner Zeichnungen beschlagnahmt und vernichtet.
Nach Gelb wurde ein Weg in Mannheim-Neuhermsheim benannt.

## Werke
- vor 1920: Sinnende (Steinguss)[2]

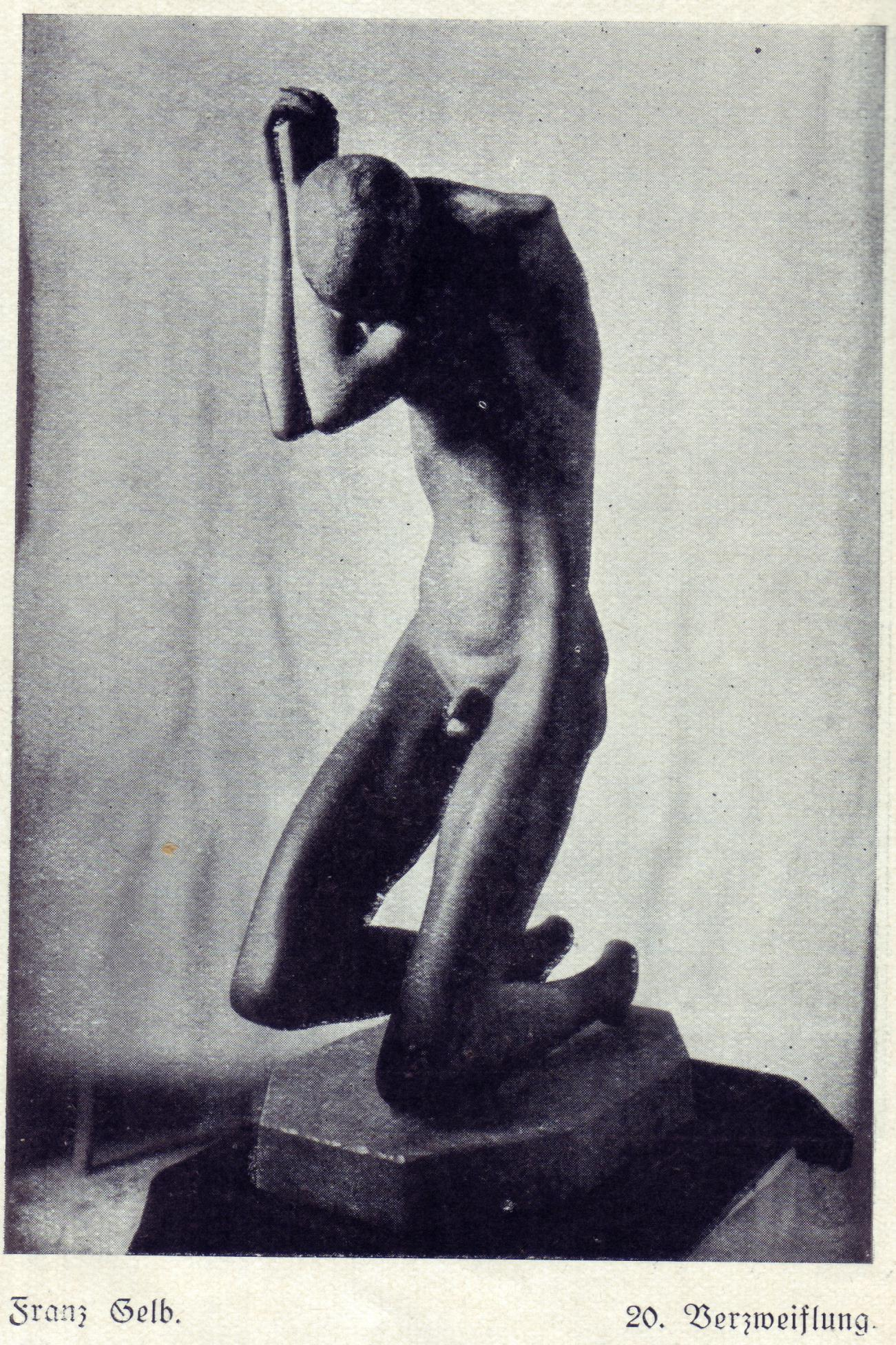
Franz Gelb: Verzweiflung, Kunststein, vor 1921. Abbildung aus dem Katalog "Das badische Kunstschaffen", Karlsruhe 1930

- vor 1921: Badende (Kunststein), Höhe 63 cm[3]
- vor 1921: Verzweiflung (Kunststein), Höhe 47 cm[4][5]
- vor 1922: Trauernde (Kunststein), Höhe 180 cm[6]
- vor 1925: Trauernde (Birnbaum)[7]
- vor 1925: Tänzerin (Birnbaum)[8]
- vor 1925: Mutter und Kind (Birnbaum)[9]
- vor 1925: Kampf (Steinguss)[10]
- 1926: Kriegerdenkmal, Otto-Siffling-Straße in Mannheim Liste der Denkmäler in Mannheim
- um 1927: Junge Frau, figürlicher Bauschmuck am Wohnhaus Mühldorferstraße 8 in Mannheim, überlebensgroß
- um 1927: Mutter mit Kind, figürlicher Bauschmuck an der Albrecht-Dürer-Schule Mannheim, überlebensgroß
- 1930: Selbstbildnis (Bronze), Höhe 44,5 cm, Kunsthalle Mannheim, erworben 1936[11][12]
- 1931: Reh, Zierbrunnen, Donarstraße 18 in Mannheim
- 1932: Sitzender weiblicher Akt (Steinguss), Höhe 43 cm, Staatliche Kunsthalle Karlsruhe
- 1938: Abschied und Tod (roter Sandstein), Reliefs am Tor zum Ehrenfeld auf dem Hauptfriedhof Mannheim

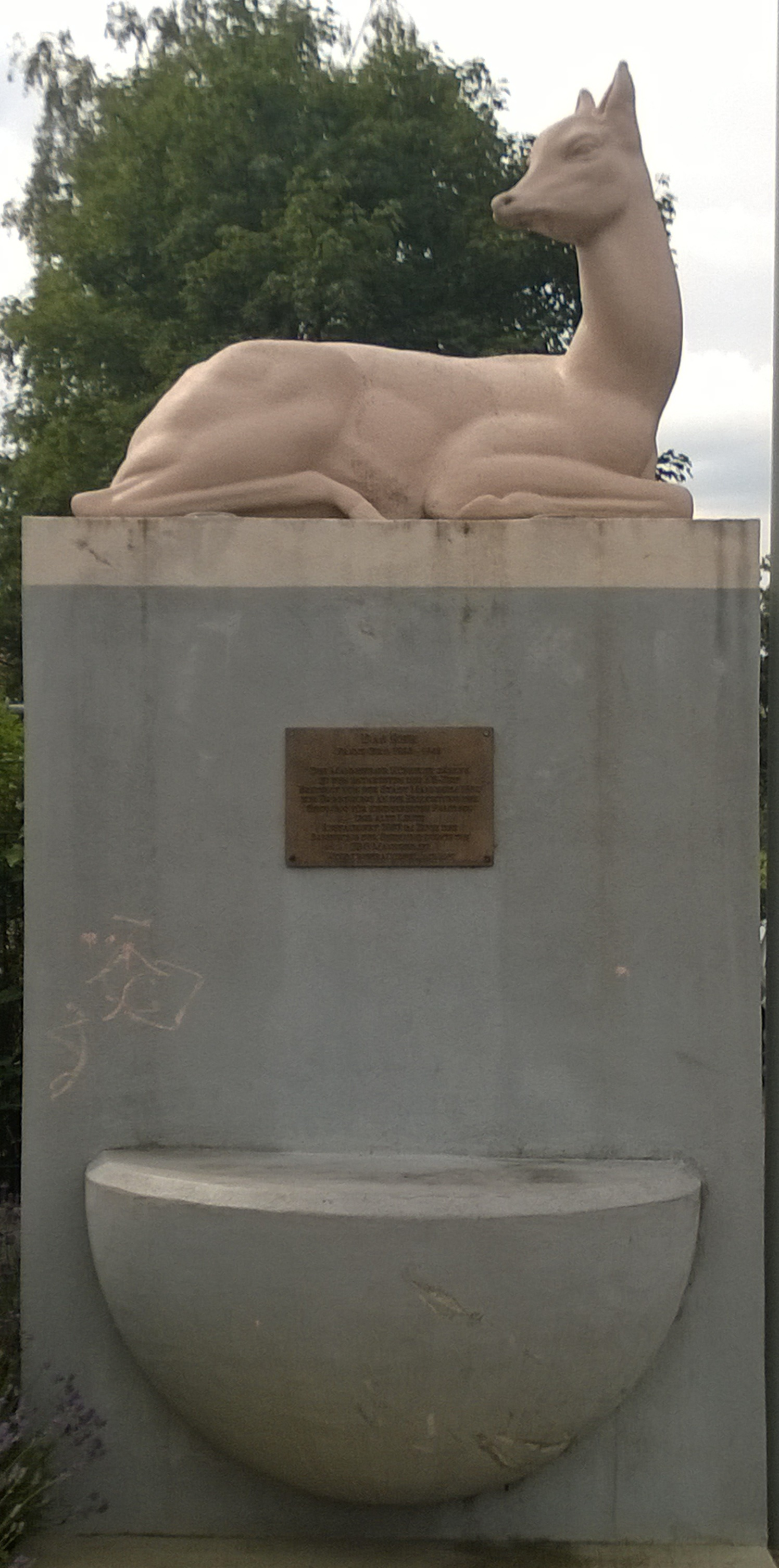
Franz Gelb: Reh, 1931, Donarstraße Mannheim-Gartenstadt